# Ein Geschäft mit Träumen (Hörspiel)
Ein Geschäft mit Träumen ist ein Hörspiel von Ingeborg Bachmann, das am 28. Februar 1952 unter der Regie von Walter Davy von Rot-Weiß-Rot Wien gesendet wurde. Der Druck des Textes aus dem Nachlass erfolgte 1976 bei Piper in München.
Der Deutschlandfunk Köln brachte am 20. Dezember 1975 Heinz von Cramers Fassung. Ernst Jacobi sprach den Laurenz, Gertrud Kückelmann die Anna und Wolfgang Kieling den Generaldirektor.
Zeitlich vor dem Hörspiel hat die Autorin eine – inhaltlich ähnliche – gleichnamige Erzählung geschrieben.

## Inhalt

### Handlung
Anna und Laurenz, zwei einfache Angestellte, werden im Büro tagtäglich vom Generaldirektor tyrannisiert. Die beiden verschüchterten Untergebenen wollen es dem Vorgesetzten stets recht machen.
Nach Dienstschluss schlendert Laurenz durch die Stadt und betritt zufällig ein Geschäft, in dem Träume verkauft werden. Der Verkäufer führt Laurenz drei Träume vor.
Im ersten Traum zettelt der Generaldirektor im tiefsten Frieden gegen Laurenz und Anna einen Luftkrieg an. Anna meint, sie verblute. Laurenz will Anna und sich aus der Schusslinie bringen und unter die Erde retten.
Der Traum gefällt Laurenz gar nicht. Er lässt sich einen zweiten zeigen. Der ist schon besser. Die Rollen sind vertauscht. Laurenz führt Krieg. Der Generaldirektor steht Gewehr bei Fuß und spricht Laurenz mit „verehrter Herr Generaldirektor“ an. Laurenz zögert. Dann möchte er doch nicht kaufen. Ein dritter Traum muss her.
Darin geht Anna in einem großen weißen Schiff unter. Unerschrocken folgt Laurenz der Geliebten hinab zu den Fischlein, Seesternen, Muscheln und Algen-Girlanden. In der düsteren Tiefe gestehen sich Anna und Laurenz ihre Liebe. Den Traum will Laurenz haben. Da er aber nicht, wie vom Verkäufer gefordert, mit Zeit statt mit Geld bezahlen möchte, kehrt er ohne Traum zurück in den Alltag. Im Büro wartet der Generaldirektor bereits auf seinen gefügigen Angestellten Laurenz.

## Rezeption
Günter Eichs Hörspiel „Träume“ habe Pate gestanden. Höller geht auf die Traumsprache ein.
Bartsch charakterisiert den kleinen Büroangestellten Laurenz mit einem Zitat aus „Dem dreißigsten Jahr“: Laurenz erfahre im Leben eine „ungeheuerliche Kränkung“ und suche im Traum Entschädigung. In den drei Träumen erhalte Laurenz aber „zuviel Erkenntnis“. Anna werde in den ersten beiden Träumen als Opfer einer vorherrschenden Männerwelt dargestellt. Im dritten Traum dann gelänge Laurenz die „mystische Vereinigung“  mit der geliebten Anna. Bartsch hebt den lyrischen Ton im dritten Traum hervor, zu dem das Liebespaar in der Traum-Unterwasserwelt findet und stellt ihn dem Rückfall in das schweigsame Gehorchen des Kleinbürgers Laurenz am nächsten Arbeitstag gegenüber.
Laurenz begegne im Traumladen dem Unmöglichen. Die Liebesbeziehung zur Sekretärin Anna, die im dritten Traum als „Undine-ähnliche Meerjungfrau“ figuriert, phantasiere Laurenz herbei.
Für Golisch ist das frühe Hörstück Ingeborg Bachmanns trotz der Klischees und fehlenden Überraschungen ein Dokument der Nachkriegszeit und des zeitigen Aufbegehrens.
Bareiss und Ohloff nennen eine weiter führende Arbeit und 15 Besprechungen.

## Erzählung
Der Text der ganz oben genannten gleichnamigen Erzählung ist erheblich kürzer als der des Hörspiels. Die im Hörspiel erlebbare Büro- und Traumwelt ist in der Erzählung überhaupt nicht ausgearbeitet. Während der Träumer in der Erzählung nach dem Träumen wochenlang erkrankt und danach seine Arbeit verliert, taucht der Laurenz des Hörspiels anderntags wieder sang- und klanglos in den farblosen Büroalltag ein. Steinhoff vergleicht das Hörspiel mit der Erzählung.

### Textausgaben
Verwendete Ausgabe
- Christine Koschel (Hrsg.), Inge von Weidenbaum (Hrsg.), Clemens Münster (Hrsg.): Ingeborg Bachmann. Werke. Erster Band: Gedichte. Hörspiele. Libretti. Übersetzungen. 683 Seiten. Piper, München 1978 (5. Aufl. 1993), Band 1701 der Serie Piper, ISBN 3-492-11701-5, S. 177–216

### Sekundärliteratur
- Otto Bareiss, Frauke Ohloff: Ingeborg Bachmann. Eine Bibliographie. Mit einem Geleitwort von Heinrich Böll. Piper, München 1978. ISBN 3-492-02366-5
- Christine Koschel (Hrsg.), Inge von Weidenbaum (Hrsg.), Clemens Münster (Hrsg.): Ingeborg Bachmann. Werke. Zweiter Band: Erzählungen. Piper, München 1978 (5. Aufl. 1993), Band 1702 der Serie Piper, ISBN 3-492-11702-3
- Hans Höller: Ingeborg Bachmann. Das Werk. Von den frühesten Gedichten bis zum „Todesarten“-Zyklus. Hain (Athenäums Programm), Frankfurt am Main 1993. ISBN 3-445-08578-1, S. 75–94
- Kurt Bartsch: Ingeborg Bachmann. Metzler, Stuttgart 1997 (2. Aufl., Sammlung Metzler. Band 242). ISBN 3-476-12242-5
- Stefanie Golisch: Ingeborg Bachmann zur Einführung. Junius, Hamburg 1997. ISBN 3-88506-941-5
- Hans Höller: Ingeborg Bachmann. Rowohlt, Reinbek 1999 (Aufl. 2002), ISBN 3-499-50545-2
- Monika Albrecht (Hrsg.), Dirk Göttsche (Hrsg.): Bachmann-Handbuch. Leben – Werk – Wirkung. Metzler, Stuttgart 2002. ISBN 3-476-01810-5
- Sigrid Weigel: Ingeborg Bachmann. Hinterlassenschaften unter Wahrung des Briefgeheimnisses. dtv, München 2003 (Zsolnay, Wien 1999). ISBN 3-423-34035-5, S. 260–264
- Christine Steinhoff: Ingeborg Bachmanns Poetologie des Traumes. Königshausen & Neumann, Würzburg 2008. ISBN 978-3-8260-3862-4

## Anmerkung
1. ↑  
Weigel (Weigel, S. 263, Fußnote 31) zieht die Reihenfolge in Zweifel.